# 六本木詩人会
六本木詩人会（ろっぽんぎしじんかい）は、日本の詩運動体。
2009年7月に主宰の和合亮一が東京都港区六本木のホテル・アイビスの支配人加藤哲章から、「六本木に詩の拠点を」という打診を受け作った若い詩人のための運動体である。
主宰の和合亮一が3.11震災後も単身で福島に残っているように、地方在住者も多い。
高橋源一郎と関係が深いとされる。
2014年6月末より無期限休止となった。

## 主な同人
（中原中也賞、現代詩手帖賞の受賞順）
- 主宰和合亮一（第4回中原中也賞、第47回晩翠賞）
- 三角みづ紀（第42回現代詩手帖賞、第10回中原中也賞、第22回萩原朔太郎賞（最年少））
- 水無田気流（田中理恵子、第41回現代詩手帖賞、第11回中原中也賞、第49回晩翠賞（平成21年第50回で休止）
- 最果タヒ（森山森子、第44回現代詩手帖賞、第13回中原中也賞）
- 文月悠光（第46回現代詩手帖賞（最年少16歳）、第15回中原中也賞（最年少18歳））
- 暁方ミセイ（第48回現代詩手帖賞、第17回中原中也賞（23歳））
- ブリングル（第49回現代詩手帖賞、第18回中原中也賞候補）
- 城戸朱理（2011年芸術選奨新人賞、第30回現代詩花椿賞）
- 橘上